# Eucromatina

Il nucleo di una cellula umana: è evidenziata la posizione dell'eucromatina

L'eucromatina è una forma leggermente impacchettata di cromatina (DNA, RNA e proteine) che è ricca di geni ed è spesso, ma non sempre, sotto trascrizione attiva. L'eucromatina comprende la parte più attiva del genoma all'interno del nucleo della cellula. Il 92% del genoma umano è eucromatico.

## Struttura
La struttura dell'eucromatina ricorda un insieme aperto di perline lungo una stringa, in cui le perline rappresentano i nucleosomi. I nucleosomi consistono di otto proteine, chiamate istoni, con circa 147 paia di basi di DNA avvolte intorno a loro; nell'eucromatina, questo involucro è libero in modo che il DNA grezzo possa essere più facilmente accessibile. Ogni istone del nucleo possiede una struttura "a coda", che può variare in diversi modi; si pensa che queste variazioni agiscano come "interruttori di controllo principali", che determinano la disposizione complessiva della cromatina. In particolare, si ritiene che la presenza di lisina metilata 4 sulle code istoniche agisca come un marcatore generale.

## Aspetto
In generale, l'eucromatina appare sotto forma di bande di colore chiaro quando macchiate con il bandeggio G e osservate al microscopio ottico, al contrario di quanto avviene con l'eterocromatina che si colora cupamente. Questa colorazione più chiara è dovuta alla struttura meno compatta dell'eucromatina. La struttura di base dell'eucromatina è una microfibrilla da 10 nm di forma allungata e aperta, come rilevato dalla microscopia elettronica. Nei procarioti, l'eucromatina è l'unica forma di cromatina presente; questo indica che la struttura dell'eterocromatina si è evoluta più tardi insieme al nucleo, possibilmente come un meccanismo per gestire l'aumento delle dimensioni e della complessità del genoma.

## Funzione
L'eucromatina partecipa alla trascrizione attiva del DNA nei prodotti dell'mRNA. La struttura aperta consente alle proteine regolatrici del gene e ai complessi dell'RNA polimerasi di legarsi alla sequenza del DNA, che può quindi iniziare il processo di trascrizione. Non tutta l'eucromatina è necessariamente trascritta, ma in generale ciò che non lo è, viene trasformato in eterocromatina per proteggere i geni mentre non sono in uso. Esiste quindi un collegamento diretto tra quanto sia attivamente produttiva una cellula e la quantità di eucromatina che può essere trovata nel suo nucleo. Si ritiene che la cellula utilizzi la trasformazione dall'eucromatina in eterocromatina come metodo per controllare l'espressione e la replicazione genica, poiché tali processi agiscono diversamente sulla cromatina densamente compattata, questo fenomeno è noto come "ipotesi di accessibilità". Un esempio di eucromatina costitutiva che è sempre attiva è rappresentato da geni costitutivi, che codificano per le proteine necessarie per le funzioni di base della sopravvivenza cellulare.